# Ядвига Ягеллонка
Ядвига Ягеллонка (пол. Jadwiga Jagiellonka, нем. Hedwig Jagiellonica; 21 сентября 1457, Краков — 18 февраля 1502, Бургхаузен) — польская принцесса и литовская княжна из рода Ягеллонов, дочь польского короля Казимира IV и Елизаветы Австрийской, жена Георга Богатого, последнего герцога Ландсхут-Баварского.

## Жизнь до брака
Ядвига родилась 21 сентября 1457 года в Кракове. Она была вторым ребёнком и старшей дочерью короля Польского и великого князя Литовского Казимира IV и Елизаветы Австрийской. В семье уже рос сын Владислав. Новорожденную окрестили в Краковском кафедральном соборе. Своё имя девочка получила согласно традиции дома Ягеллонов: старшую дочь называли в честь королевы Ядвиги. Данных об образовании девочки не сохранилось. В течение следующих восемнадцати лет у Ядвиги появилось восемь братьев и сестер. Ещё три сестры родились, когда она уже отбыла в Баварию.
В 1468 году её руки добивался король Венгрии Матьяш Хуньяди. 8 апреля 1468 года в Краков прибыл венгерский посланник — оломоуцкий епископ Протасий из Босковиц. Он предложил Казимиру IV этот брак для укрепления будущего союза, направленного против Йиржи из Подебрад. Сватовство Матьяша поддерживал римский папа Павел II. В то время Казимир IV находился в мире с королём Йиржи, к тому же жена Казимира королева Елизавета была категорически против брака Ядвиги и Матьяша. Матьяшу Хуньяди было отказано. В следующем году он был избран королём Чехии. Йиржи из Подебрад был вынужден искать убежища в Польше. Матьяш снова просил себе в жены Ядвигу и снова получил отказ.
20 октября 1470 году в Граце был заключен договор между императором Фридрихом III и королём Казимиром IV. Среди прочих был рассмотрен и вопрос о женитьбе сына Фридриха Максимилиана на дочери Казимира Ядвиге. Матьяш Хуньяди ещё дважды пытался жениться на Ядвиге: в июле 1471 и сентябре 1473 года. Оба его предложения были отклонены. В мужья Ядвиге был выбран ландсхутский принц Георг.

## Ландсхутская свадьба
Весной 1474 года герцог Людвиг IX Богатый, отец жениха, отправил в Польшу послов, которые провели в Кракове интенсивные переговоры между владетельными домами, закончившиеся 29 декабря объявлением об обручении и подписанием брачного договора 31 декабря. В качестве приданого король Казимир дал 32 000 гульденов. Осенью следующего года восемнадцатилетняя Ядвига отправилась в Баварию. Поездка продолжалась 2 месяца. Путь невесты и сопровождавшего её шафера герцога Отто II Пфальцского пролегал через Берлин, Виттенберг и Нюрнберг. Здесь новобрачную сердечно встречали приехавшие князья и епископы. Курфюрст Бранденбурга Альбрехт Ахилл сравнивал свадьбу с божественным соединением к пользе христианского мира и империи.
Жених и невеста были обвенчаны 14 ноября 1475 года архиепископом Зальцбурга Бернхардом фон Рором в главной приходской церкви города Мартинскирхе. После этого свадебный кортеж проследовал через весь город к ратуше, где невесту встретил император Фридрих III и проводил её к свадебному хороводу. Сообщается, что на этом событии и последовавшим за ним рыцарском турнире присутствовало 10 000 гостей.
Длившиеся несколько дней роскошные торжества были очень подробно зафиксированы летописцами. По их свидетельству, во время праздника было съедено 323 вола, 285 свиней, 1133 овцы, 1537 ягнят, 490 телят, 11 500 гусей, 40 000 кур, 194 345 яиц, 220 центнеров топлёного сала, 7 центнеров миндаля и столько же риса. За один день было выпито и съедено столько, сколько поглощала Бавария за целый год.

## После замужества
О жизни Ядвиги в браке известно немного. У них с Георгом родилось пятеро детей, из них зрелого возраста достигли только две дочери. В связи с этим возник вопрос о дальнейшей судьбе Ландсхутского герцогства, который вылился в войну за ландсхутское наследство. Император Максимилиан в 1505 году постановил передать Отто Генриху, внуку Ядвиги и Георга, земли вдоль по течению Дуная, составившие княжество Пфальц-Нойбург.